# Děrsu Uzala (film, 1975)
Děrsu Uzala (rusky Дерсу Узала, japonsky デルス·ウザーラ) je sovětský film režiséra Akiry Kurosawy z roku 1971 natočený na motivy stejnojmenné knihy ruského průzkumníka Vladimira Arseňjeva vydané poprvé v roce 1923. Film se dočkal řady ocenění, mimo jiné získal Oskara za nejlepší cizojazyčný film.
Scénář vytvořil sám Kurosawa ve spolupráci s Jurijem Nagibinem a film byl točený studiem Mosfilm.
Tématem filmu je setkání a společné zážitky Arseňjeva (hraje ho Jurij Solomin), který je na počátku dvacátého století opakovaně velitelem expedic zkoumajících okolí řeky Ussuri na ruském Dálném východě, s nanajským osamělým lovcem jménem Děrsu Uzala (hraný tuvinským hercem Maximem Munzukem).

## Obsazení
| Maxim Mongužukovič Munzuk      | Děrsu Uzala                   |
| Jurij Mefoďjevič Solomin       | Vladimir Klavdijevič Arseňjev |
| Svetlana Fjodorovna Danilčenko | Anna, Arseňjevova žena        |
| Dima Koršikov                  | Vova                          |
| Sujmenkul Čokmorov             | Čžan Bao                      |
| Vladimir Ivanovič Kremena      | Turtygin                      |
| Alexandr Alexandrovič Pjatkov  | Olenťjev                      |
| Michail Anatoljevič Byčkov     | Otrijad Arseneva              |
| Sovetbek Džumadylov            |                               |
| Nikolaj Fjodorovič Volkov      | Mogilčik                      |
| Dorži Sultimov                 |                               |
| Daniil Matvejevič Nětrebin     | Policejskij                   |
| Vladimir Prichodko             |                               |
| Igor Nikolajevič Sychra        |                               |
| Janis Janovič Jakobson         |                               |